# Sociolekt
Sociolekt je součást národního jazyka, ve které je obsažena příslušnost k sociální skupině. Nejčastěji tato příslušnost bývá obsažena odlišnými tvary slov, různými pojmenováními, která se liší od spisovného jazyka atp... Jedná se o podobu národního jazyka, která se odráží v hovorové či nespisovné vrstvě. Sociolekt obsahuje často frazémy nebo pojmenování, která jsou typická pouze pro danou sociální skupinu, jinde se nevyskytují nebo nesou odlišný význam. Jedná se tedy o nespisovnou, hovorovou vrstvu, která se nejčastěji realizuje v polooficiálních či neoficiálních hovorech, obvykle s lidmi ze stejné sociální skupiny, kteří mají podobnou slovní zásobu a rozumí užívaným sociolektům.
Dalo by se tedy říci, že sociolekt se může dělit na menší podskupiny, kterými jsou na příklad slang, argot nebo žargón.

### Příkladyfrazémové:
- Nakrmit rybičky – zvracet
- Poledňák – polední přestávka
- Jít po o – jít domů po obědě
- Udělat myšku – autem prudce a nečekaně najet před jiné auto

### Příklady slovní:
- šantala – všeuměl
- Stalinovy fousy – těsnicí koudel
- sajtna – postranice, bočnice
- wago – svorka pro více vodičů držící vodiče pomocí pružin
- pačok – vápnocementová penetrace neomítnutého zdiva
- šukalka – vyřezávací pilka, kmitací pila
- durchšlok neboli lochazník – průbojník, vysekávač otvorů[2]

## Sociolingvistika
Sociolingvistika ve své podstatě neologismus skládající se ze slova lingvistika a prefixoidu socio- znamenající společnost, napovídá, v sobě kloubí problematiku a metodiku lingvistiky a sociologie. Zabývá se různými aspekty vztahu jazyka a společnosti a tím, jak se navzájem ovlivňují, přičemž využívá jak metod sociologických, tak lingvistických. Přesně datovat vznik české sociolingvistiky jako takové není nijak jednoduché. Je otázkou, zda je to vůbec možné, protože jednak k sociolingvistickým tématům patří témata dialektologická, pěstovaná ve větší míře už v 19. století, a jednak se sociolingvistickými tématy již zabývali příslušníci Pražského lingvistického kroužku, kteří se od druhé poloviny 20. let 20. století věnovali mj. také otázkám jazykové kultury a teorii spisovného jazyka, tedy otázkám jazykové normy a kodifikace jazyka.

## Dialekt
Též nářečí. Jedná se o teritoriálně vymezitelný soubor jazykových prostředků, které slouží jako nástroj dorozumívání. Dialekty mohou být místní a sociální. Většinou označení pro tradiční teritoriální (lokální) d.: územně (geograficky) vymezený útvar národního jaz., který je určen vztahem k jiným teritoriálním útvarům a k jaz. národnímu. Spolu se spis.jaz. tvoří d. krajní póly na stratifikační ose jaz. Ve vztahu ke svému protipólu, tj. ke spis.jaz., je d. definován jako útvar se svébytnou strukturou a jednolitou tuhou normou, omezený na mluvenou neveřejnou (soukromou) spontánní komunikaci.

### Dialekt místní
Místní d. se vydělují vlastnostmi hláskoslovnými, lexikálními a gramatickými. Např. čes. místní d. se tradičně dělí do 4 zákl. skupin, které se odlišují vývojem samohlásek i (ý) a ú: 1. čes. d. v užším smyslu, který za ně dosazuje ej a ou (mlejn, mouka); 2. středomoravské (hanácké) d. dosazující é a ó (mlén, móka); 3. východomoravské, které je zachovávají (mlýn, múka); 4. slezské (lašské), které je zkracují (mlyn, muka). Místní d. jsou výsledkem dlouhodobého vývoje, dochovávají staré hranice mezi státy, feudálními celky, kmeny, etniky; v současné době ale vlivem migrace obyv., působením škol a masových komunikačních prostředků postupně mizí.

### Dialekt sociální
Neboli také sociolekt. Jedná se o dialekt, který je spojený se specifickými rysy způsobu života příslušných společenství, jejich pozicí v národnostních celcích a kulturách. 

## Slang
Slang je oproti sociolektu vázán pouze k jedné skupině lidí, kteří se věnují stejnému koníčku, zájmu či profesi. Sociolekt zasahuje celou sociální skupinu (vrstvu), ale slang pouze jedno povolání, hobby. Slang je tedy užíván užší skupinou lidí. Slangismy (v užším smyslu) se mluvčímu mimo zájmovou skupinu jeví ve srovnání s profesionalismy jako nespisovné názvy příznakové citově, expresivně, je u nich patrná motivace zvýraznit výjimečnost prostředí i aktivitu mluvčího a jeho osobní vztah k němu, např. kanoistické.
- bafák – boční vítr
- bedlovka – kanoe pro slalom ve dvou
- perník – chatrná loď
- chlupatá voda – voda čeřená větrem[7]

## Profesionalismy
Označení sociolektu pro některou profesi. Vznikají mezi příslušníky jednoho povolání pro zkrácení, upřesnění, ušetření času... Jedná se o nespisovné názvy terminologické povahy motivované důvody věcnými, zejm. snahou o výrazovou úspornost, jednoznačnost v daném prostředí a mobilnost v mluvené komunikaci; jsou nocionální a jen omezeně mají synonyma. Tvoří se na jednotlivých pracovištích v různě velkých kolektivech, proto nemusí být v jednom povolání totožná označení pro danou věc či událost, ale pouze na jednom oddělení, úseku. Na příklad v autodílně v Brně se nemusí používat stejný profesionalismus pro pojmenování momentového klíče, jako v Plzni. Jde o aktuální potřeby utvoření zkráceného slova na konkrétním pracovišti.
- učitelské – učil dálkaře v áčku i béčku (namísto: Učil dálkově studující studenty, ve třídě A i ve třídě B.)
- lékařské – ulkusák na áru exnul, dostal pneumonku (namísto: Pacient trpící vředy na anesteziologicko-resuscitačním oddělení zemřel, protože dostal zápal plic (pneumonie).)
- počítačové – altnout, kliknout, iskejpovat, resetovat, ...[10]

## Argot
Jedná se taktéž o typ sociolektu, který je ovšem vztahován k nežádoucí kriminální činnosti. Příkladem mohou být gangy, osoby ve vězení nebo mafie. Jedná se o nespisovnou vrstvu neoficiální komunikace. Argot vznikl za účelem tajných dohod. Mělo se jednat o tajný jazyk k páchání nežádoucí činnosti, kterému rozumí jen zasvěcení účastníci. Dříve se užívalo o značení hantýrka.

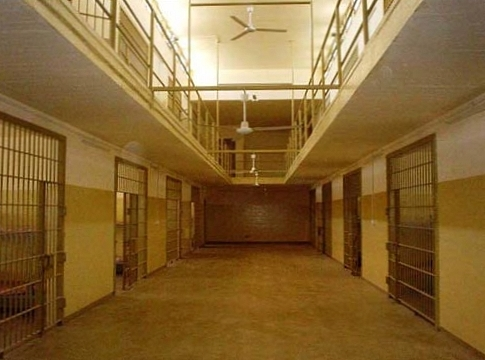

### Některé argotismy zobecněly:
- lapák
- loch
- chládek
- basa jakožto označení pro vězení

### Některé jsou méně známé:
- párno
- pedro
- futro
- gebřa
- máro

a mnohé další názvy označují pervitin a narkotika obecně.

## Závěr
Sociolekt je tedy druhem dialektu, který se věnuje rozmluvám sociálních skupin, tak zvaný sociální dialekt. Jedná se o nespisovnou vrstvu jazyka, která obsahuje speciální pojmenování utvořená na specifických místech (autodílna, ...). Sociolekt užívají lidé, kteří jsou spojeni stejným pracovním prostředím nebo stejnou sférou zájmu. Sociolekt naplňuje specifické komunikační potřeby, kdy slouží k ušetření času či ke zpřesnění skutečnosti. Pod pojem sociolekt se rovněž řadí pojmy profesní mluva, zájmový slang i argot. Jedná se o neustálou potřebu lexikální diferenciace, zejména v ústní komunikaci.